# 1890 w muzyce
Wydarzenia muzyczne w 1890 roku.

## Wydarzenia
- 10 stycznia – w Bostonie odbyła się premiera poematu symfonicznego „Lancelot and Elaine” op.25 Edwarda MacDowella[1][2][3]
- 15 stycznia
  - w petersburskim Teatrze Maryjskim miała miejsce prapremiera baletu Śpiąca królewna z muzyką Piotra Czajkowskiego[1][2][4]
  - w Hamburgu odbyła się premiera „Wenn wir in höchsten Nöten sein” op.110/3 Johannesa Brahmsa[1][2][4]
- 18 stycznia – w Wiedniu odbyła się premiera pieśni „Der Überläufer” op.48/2 oraz  „Der Jäger” op.95/4 Johannesa Brahmsa[1][2]
- 20 stycznia – w Sankt Petersburgu odbyła się premiera „Rhapsodie orientale” op.29 Aleksandra Głazunowa[1][2]
- 2 lutego – w praskim Rudolfinum miała miejsce premiera VIII symfonii op.88 Antonína Dvořáka[1][2][5]
- 10 lutego – w wiedeńskiej Sofiensaal miała miejsce premiera polki „Durch’s Telephon” op.439 Johanna Straussa (syna)[1][2]
- 12 lutego – w Ratuszu w Wiedniu miała miejsce premiera walca „Rathhaus-Ball-Tänze” op.438 Johanna Straussa (syna)[1][2]
- 13 marca – w Kolonii odbyła się premiera skompletowanych motetów „3 Motets” op.110 Johannesa Brahmsa[1][2][4]
- 21 marca – w Paryżu odbyła się premiera opery Ascanio Camille’a Saint-Saëns[1][2][6]
- 27 marca – w Bostonie odbyła się premiera z towarzyszeniem orkiestry „The Wreck of the Hesperus” op.17 Arthura Foote[1][2]
- 13 kwietnia – w amsterdamskim Mozes en Aäronkerk miała miejsce premiera „Jesu dulcis memoria” Alphonsa Diepenbrocka[1][2]
- 13 maja – rozpoczęto budowę Carnegie Hall w Nowym Jorku
- 17 maja – w rzymskim Teatro dell'Opera di Roma odbyła się prapremiera opery Rycerskość wieśniacza Pietra Mascagniego[1][2][7], uważana za początek weryzmu w operze
- 7 czerwca – w londyńskiej Steinway Hall miała miejsce premiera „España” op.165 Isaaca Albéniza[1][2]
- 19 czerwca – w Landestheater w Eisenach miała miejsce premiera „Tantum ergo” D.962 oraz „Intende voci” D.963 Franza Schuberta[1][2]
- 21 czerwca – w Eisenach odbyła się premiera „Burleske” TrV 145[1][2][8] oraz „Tod und Verklärung” op.24 Richarda Straussa[1][2][9]
- 27 sierpnia – w Konserwatorium Petersburskim miała miejsce premiera „Konzertstück” op.31a, BV 236 Ferruccio Busoniego[1][2][10]
- 9 września – w Worcester odbyła się premiera uwertury „Froissart” op.19 Edwarda Elgara[1][2][11]
- 13 października – w weimarskiej Hofkapelle miała miejsce premiera poematu symfonicznego „Macbeth” op.23 Richarda Straussa[1][2][12]
- 15 października – w Norwich podczas Musical Festival odbyła się premiera kantaty „L'Allegro ed il Pensieroso” Huberta Parry[1][2][13]
- 17 października – we Frankfurcie nad Menem odbyła się premiera „Piano Quartet No.2” op.87 Antonína Dvořáka[1][2][14]
- 18 października – w Kristianie (Oslo) odbyła się premiera „2 Melodies” op.53 Edvarda Griega[1][2]
- 4 listopada – w sanktpetersburskim Teatrze Maryjskim miała miejsce premiera opery Kniaź Igor Aleksandra Borodina[1][2][15]
- 11 listopada – w wiedeńskiej Saal Bösendorfer miała miejsce premiera „String Quintet No.2” op.111 Johannesa Brahmsa[1][2][16]
- 30 listopada – w Paryżu odbyła się premiera „Scherzo” op.87 Camille’a Saint-Saëns[1][2]
- 6 grudnia – w Karlsruhe odbyła się premiera skompletowanej opery Trojanie Hectora Berlioza[1][2][17]
- 8 grudnia – w Sankt Petersburgu odbyła się premiera III symfonii Aleksandra Głazunowa[1][2]
- 10 grudnia
  - w Sankt Petersburgu odbyła się publiczna premiera „Souvenir de Florence” op.70 Piotra Czajkowskiego[1][2][18]
  - w Nowym Jorku odbyła się premiera uwertury „Count Robert of Paris” op.24 Horatio Parkera[1][2]
- 19 grudnia – w sanktpetersburskim Teatrze Maryjskim miała miejsce premiera opery Dama pikowa Piotra Czajkowskiego[1][2][19]
- 28 grudnia – w Paryżu odbyła się premiera „En prière” Gabriela Fauré[1][2]

## Urodzili się
- 2 stycznia – Feliks Dzierżanowski, polski dyrygent, kompozytor (zm. 1975)
- 1 lutego – Germaine Lubin, francuska śpiewaczka operowa (sopran) (zm. 1979)
- 5 lutego – Stanisława Zawadzka, polska sopranistka i piosenkarka (zm. 1988)
- 10 lutego – Zygmunt Wiehler, polski kompozytor i dyrygent (zm. 1977)
- 15 lutego
  - Eva Liebenberg, niemiecka śpiewaczka operowa (kontralt) (zm. 1971)
  - Szymon Pullman, polski skrzypek, dyrygent, kameralista i pedagog muzyczny pochodzenia żydowskiego (zm. 1942)
- 25 lutego – Myra Hess, angielska pianistka (zm. 1965)
- 7 marca – Konstanty Tadeusz Szulc, polski skrzypek, profesor gry skrzypcowej i muzyki kameralnej, pierwszy koncertmistrz Państwowej Opery im. Stanisława Moniuszki (zm. 1960)
- 12 marca – Evert Taube, szwedzki pisarz, artysta, kompozytor i piosenkarz (zm. 1976)
- 13 marca – Fritz Busch, niemiecki dyrygent, współzałożyciel oraz pierwszy dyrektor muzyczny festiwalu w Glyndebourne (zm. 1951)
- 20 marca
  - Beniamino Gigli, włoski śpiewak operowy (tenor) (zm. 1957)
  - Maria Janowska-Kopczyńska, polska śpiewaczka operowa i operetkowa, sopranistka i mezzosopranistka oraz reżyserka operowa (zm. 1977)
- 28 marca – Paul Whiteman, amerykański jazzman, kierownik orkiestry jazzowej (zm. 1967)
- 2 kwietnia – Martin Gjoka, albański kompozytor; franciszkanin (zm. 1940)
- 8 kwietnia – Zbigniew Drzewiecki, polski pianista i pedagog (zm. 1971)
- 11 maja – Janusz Miketta, polski muzykolog i pedagog, organizator życia muzycznego (zm. 1954)
- 13 kwietnia – Ludwik Bronarski, polski muzykolog i pianista (zm. 1975)
- 15 kwietnia – Jakob van Domselaer, holenderski kompozytor (zm. 1960)
- 17 maja – Philip James, amerykański kompozytor, dyrygent, organista i pedagog (zm. 1975)
- 28 maja – Robert Gajda, polski ksiądz, kompozytor i muzyk (zm. 1952)
- 29 maja – Marian Neuteich, polski kompozytor, dyrygent i wiolonczelista żydowskiego pochodzenia (zm. 1943)
- 25 czerwca – Franciszek Łukasiewicz, polski pianista (zm. 1950)
- 4 lipca – Adam Sołtys, polski kompozytor, dyrygent, muzykolog, krytyk muzyczny (zm. 1968)
- 20 lipca – Gonzalo Roig, kubański pianista, skrzypek i kompozytor (zm. 1970)
- 2 sierpnia – Pauline Hall, norweska kompozytorka i krytyk muzyczny (zm. 1969)
- 5 sierpnia
  - Hans Gál, austriacki kompozytor i muzykolog (zm. 1987)
  - Erich Kleiber, austriacki kompozytor i dyrygent (zm. 1956)
- 6 sierpnia – Bronisława Wójcik-Keuprulian, polska muzykolog (zm. 1938)
- 12 sierpnia – Al Goodman, amerykański dyrygent, kierownik muzyczny, aranżer, pianista i kompozytor pochodzenia rosyjskiego (zm. 1972)
- 15 sierpnia – Jacques Ibert, francuski kompozytor (zm. 1962)
- 6 września – Manfred Gurlitt, niemiecki dyrygent i kompozytor (zm. 1972)
- 11 września – Aleksandr Swiesznikow, radziecki dyrygent, chórmistrz i pedagog; Ludowy Artysta ZSRR (zm. 1980)
- 13 września – Halina Leska, polska śpiewaczka operowa (mezzosopran) (zm. 1969)
- 15 września – Frank Martin, szwajcarski kompozytor (zm. 1974)
- 9 października – Jānis Mediņš, łotewski kompozytor (zm. 1966)
- 12 października – Luís de Freitas Branco, portugalski kompozytor, pedagog, muzykolog i krytyk muzyczny (zm. 1955)
- 13 października – Gösta Nystroem, szwedzki kompozytor i malarz (zm. 1966)
- 20 października – Jelly Roll Morton, amerykański pianista jazzowy, kompozytor (zm. 1941)
- 8 grudnia – Bohuslav Martinů, czeski kompozytor muzyki poważnej (zm. 1959)
- 11 grudnia – Carlos Gardel, argentyński śpiewak francuskiego pochodzenia (zm. 1935)
- 29 grudnia – Yves Nat, francuski pianista i kompozytor (zm. 1956)

Data dzienna nieznana
- Kazimiera Niewiarowska, polska śpiewaczka operetkowa (zm. 1927)

## Zmarli
- 6 stycznia – Józef Nikorowicz, polski kompozytor muzyki poważnej (ur. 1827)
- 17 stycznia – Salomon Sulzer, austriacki kompozytor (ur. 1804)
- 20 stycznia – Franz Lachner, niemiecki kompozytor i dyrygent (ur. 1803)
- 14 lutego – Wilhelm Fitzenhagen, niemiecki wiolonczelista, kompozytor i pedagog (ur. 1848)
- 1 maja – Adam Tarnowski, polski kompozytor muzyki poważnej (ur. 1816)
- 6 maja – Hubert Léonard, belgijski skrzypek, kompozytor i pedagog (ur. 1819)
- 28 maja – Viktor Nessler, niemiecki kompozytor (ur. 1841)
- 3 czerwca – Oskar Kolberg, polski etnograf, folklorysta i kompozytor (ur. 1814)
- 4 listopada – Kazimierz Julian Kratzer, polski kompozytor (ur. 1844)
- 8 listopada – César Franck, belgijski kompozytor i organista (ur. 1822)
- 21 grudnia – Niels Wilhelm Gade, duński kompozytor, dyrygent, skrzypek, organista i pedagog muzyczny (ur. 1817)
- 27 grudnia – Giovanni Battista Belletti, włoski śpiewak operowy (baryton) (ur. 1813)